# Westfälischer Heimatbund
Der Westfälische Heimatbund e. V. (WHB) nimmt als Dachverband von etwa 600 örtlichen Heimatvereinen, Bürgervereinen und Kulturvereinen und der rund 700 ehrenamtlichen Heimatpfleger in Westfalen Aufgaben der regionalen Heimat- und Kulturpflege wahr. Er vertritt einen Personenkreis von circa 130.000 heimatverbundenen Menschen in Westfalen. Sein Sitz ist in Münster.

## Geschichte
Der Westfälische Heimatbund wurde 1915 für das Gebiet der damaligen Provinz Westfalen gegründet. 1916, ein Jahr nach der Gründung, zählte der Bund bereits 63.000 Mitglieder. In der Zeit des Nationalsozialismus war der Landeshauptmann Karl-Friedrich Kolbow Vorsitzender der Organisation. Später übernahm Wilhelm Brockpähler die Geschäftsführung. Heute umfasst sein Tätigkeitsbereich den Landesteil Westfalen von Nordrhein-Westfalen.

## Aufgaben und Organe
Ursprünglich waren die Hauptaufgaben die Denkmal- und Baupflege, später traten die Themen Naturschutz und Heimatpflege hinzu. Der Verband richtet jährlich den Westfalentag aus. Dieser findet in wechselnden Städten statt und wurde erstmals 1920 veranstaltet. Die Mitgliederversammlung des Westfälischen Heimatbundes ist dabei stets Teil eines umfangreichen Programmes, zu welchem u. a. Diskussionsrunden, Vorträge und Exkursionen zählen.
Der WHB wird durch seine Organe – die Mitgliederversammlung, den Vorstand und den Verwaltungsrat – getragen. Begleitet und unterstützt wird die Arbeit des Verbandes außerdem durch ein Kuratorium.
Am 22. März 2022 wählte der Verwaltungsrat Georg Lunemann einstimmig zum neuen Vorsitzenden. Die ehrenamtliche Funktion übernahm Lunemann am 1. Juli 2022 von seinem Vorgänger, dem Juristen Matthias Löb. Dieser bekleidete das Amt des Vorsitzenden des WHB seit Juli 2014.  Georg Lunemann ist im Hauptamt Direktor des Landschaftsverbandes Westfalen-Lippe. Die Wahl betont die enge Zusammenarbeit beider Organisationen. Die Geschäftsführung übernahm zum 1. August 2017 die promovierte Historikerin Silke Eilers in der Nachfolge von Edeltraud Klueting.

## Foren und Arbeitskreise
Im Westfälischen Heimatbund bestehen Foren und Arbeitskreise als Ort des Austausches und der Diskussion zu verschiedenen Themen und Aufgaben:
- Forum Regionale Landschafts- und Baukultur
- Forum Natur und Umwelt
- Forum Niederdeutsch, angegliedert ist der "Schwriewerkring" – ein Zusammenschluss plattdeutscher Autorinnen und Autoren
- Arbeitskreis Glocken
- Arbeitskreis Westfälischer-Friede-Weg

## Veröffentlichungen
Der WHB gibt das Verbandsorgan Heimat Westfalen heraus, welches sechsmal jährlich veröffentlicht wird und sich einem Jahresthema mit jeweils unterschiedlichen Schwerpunkten widmet. Daneben werden unter anderem die ständigen Reihen Westfälische Kunststätten und Technische Kulturdenkmale in Westfalen, das Jahrbuch Westfalen, Monografien und Wanderführer herausgegeben.

## Bekannte Mitglieder
- Sauerländer Heimatbund für das Kurkölnische Sauerland
- Heimatbund Märkischer Kreis für das Märkische Sauerland

## Vom Westfälischen Heimatbund herausgegebene Schriftenreihen
- Heimatblätter der Roten Erde (1919–1927)
- Heimat und Reich (1934–1943)
- Kunstführer des Westfälischen Heimatbundes (1936–1958)
- Kreis- und Stadthandbücher des Westfälischen Heimatbundes (1947–1953)
- Naturschutzführer des Westfälischen Heimatbundes (1960–1972)
- Westfälische Kunststätten (ab 1977)
- Mitherausgabe des Jahrbuchs Westfalen (bis 1982: Westfälischer Heimatkalender) (1944–2019)